# Chenopodium reynieri
Chenopodium reynieri är en amarantväxtart som beskrevs av Christian Gottlieb Ludwig och Paul Aellen. Chenopodium reynieri ingår i släktet ogräsmållor, och familjen amarantväxter. Inga underarter finns listade i Catalogue of Life.